# Sinsa (métro de Séoul)
Sinsa (hangeul : 신사 ; hanja : 新沙 est une station de correspondance entre la ligne 3 et la ligne Sin Bundang, dite aussi ligne DX, du métro de Séoul. Elle est située au 102 Dosan-daero, quartier Sinsa-dong dans l'arrondissement de Gangnam-gu de la ville de Séoul en Corée du Sud.
Ouverte en 1985 et devenue station de correspondance en 2022, la station est desservie par les rames omnibus qui circulent sur le ligne 3 et sur la ligne Sin Bundang.

## Situation sur le réseau

Plan du réseau (2023)

La station, terminus nord, Sinsa est une station de correspondance entre la ligne 3 et la ligne Sin Bundang, dite aussi DXLine, du métro de Séoul :
sur la ligne 3, établie en souterrain, elle est située entre la station Apgujeong, en direction du terminus nord-ouest Daehwa, et la station Jamwon, en direction du terminus sud-est Ogeum ;
sur la ligne Sin Bundang, établie en souterrain, c'est la station terminus nord de la ligne, située avant la station Nonhyeon en direction du terminus sud Gwanggyo.

## Histoire
La station Sinsa est mise en service le 18 octobre 1985, lors de l'ouverture à l'exploitation des 16,2 km de la section de Dongnimmun à Yangjae de la ligne 3 du métro de Séoul.
Elle devient une station de correspondance, lors de la mise en service de la nouvelle station terminus Sinsa de la ligne Sin Bundang, le 28 mai 2022, lors du prolongement de cette ligne depuis Gangnam,.

## Services aux voyageurs

### Accès et accueil
Établie au 102 Dosan-daero, quartier Sinsa-dong de l'arrondissement Gangnam-gu, en limite du Seocho-gu, la station dispose de huit bouches, numérotées de 1 à 8. Les stations sont situées au deuxième (ligne 3) et troisième (ligne Sin Bundang) sous-sol. Pour les échanges entre la surface est les trois sous-sol elle est équipée d'escaliers, d'escaliers mécaniques et d'ascenseurs. La billetterie dispose d'automates notamment pour les titres de transport et la recharge des cartes.

### Desserte

#### Station ligne 3
Sinsa, est une station de la ligne 3, avec deux quais latéraux équipés de portes palières.

Installations ligne 3
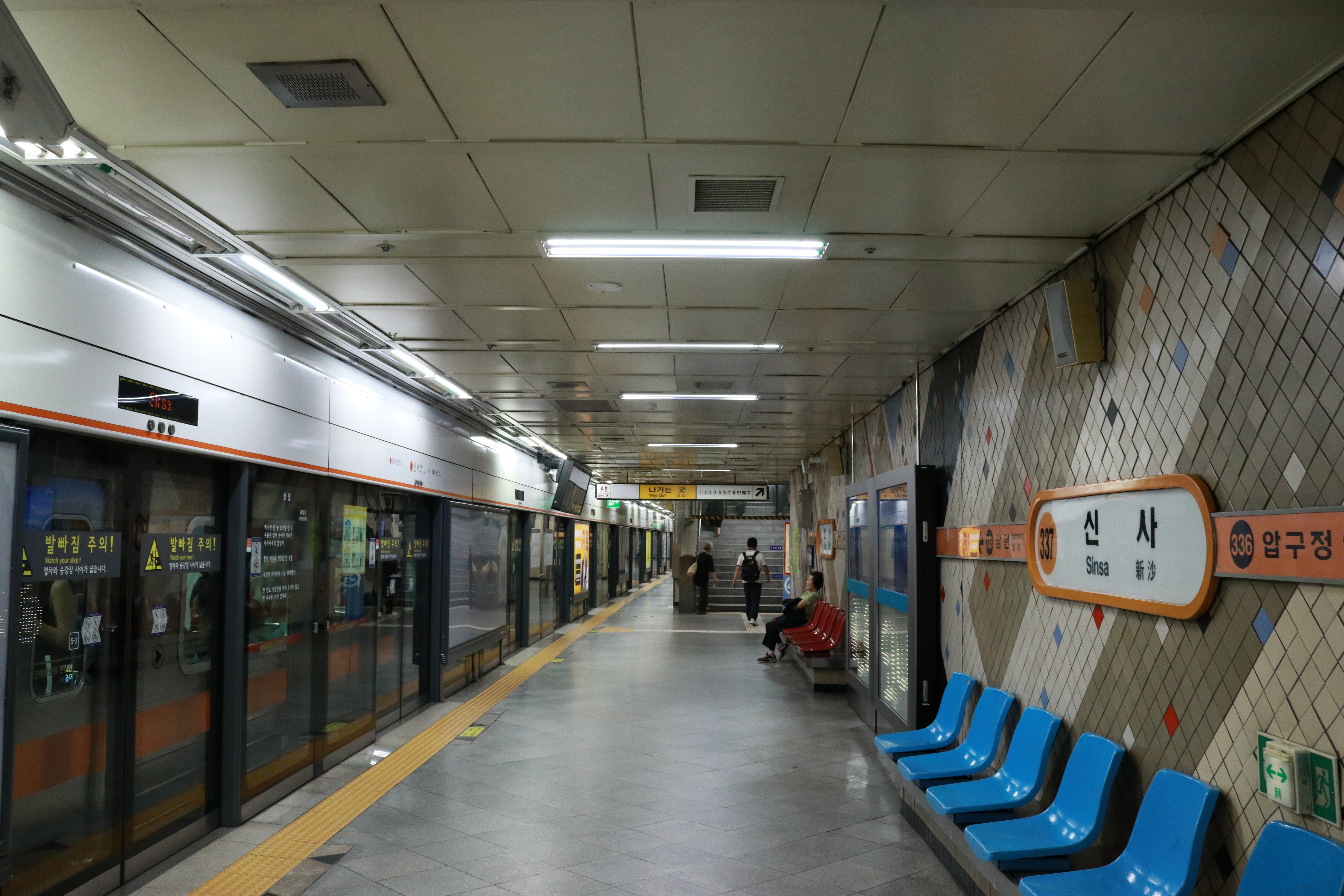
En 2017.
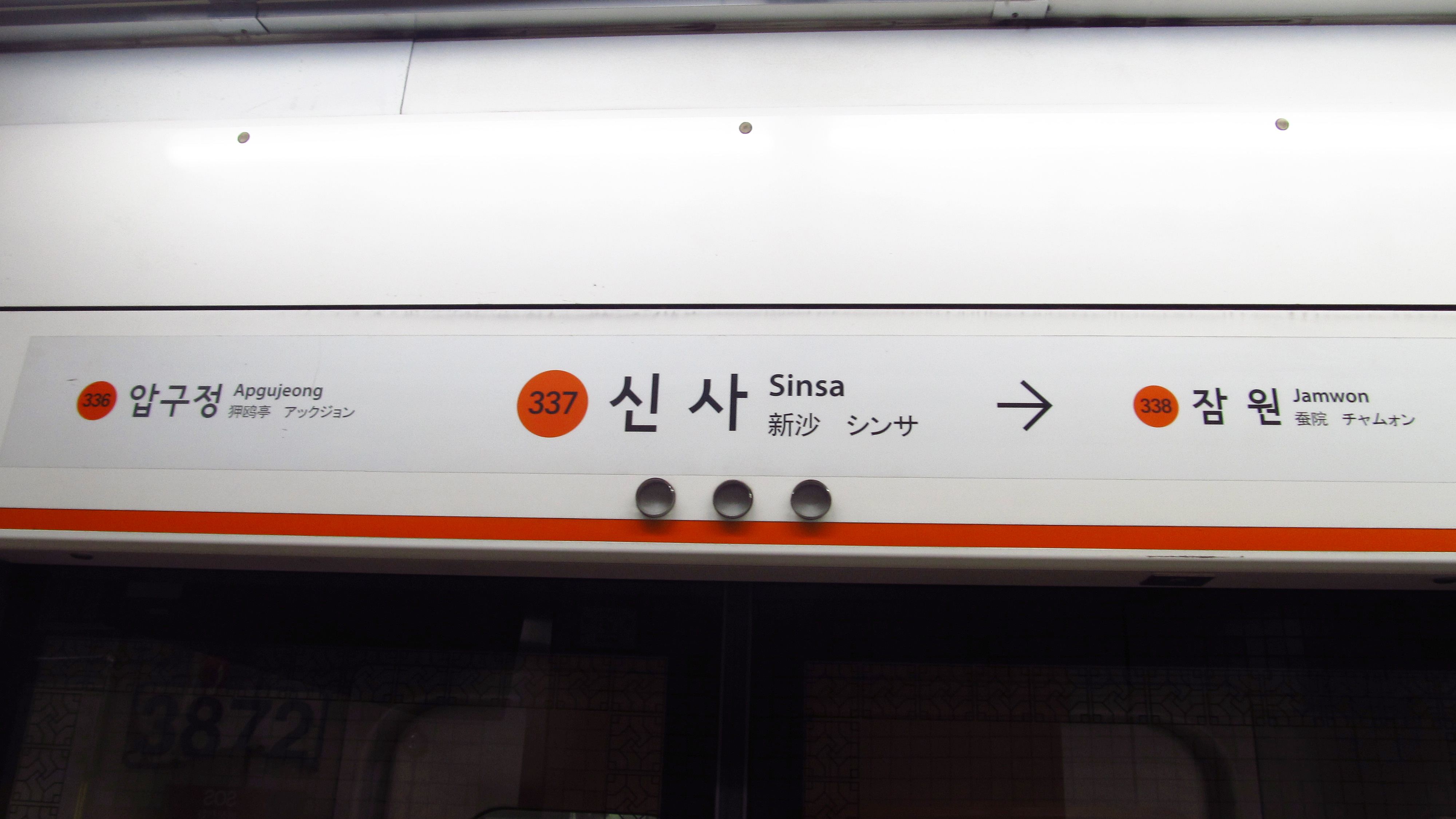
En 2018.
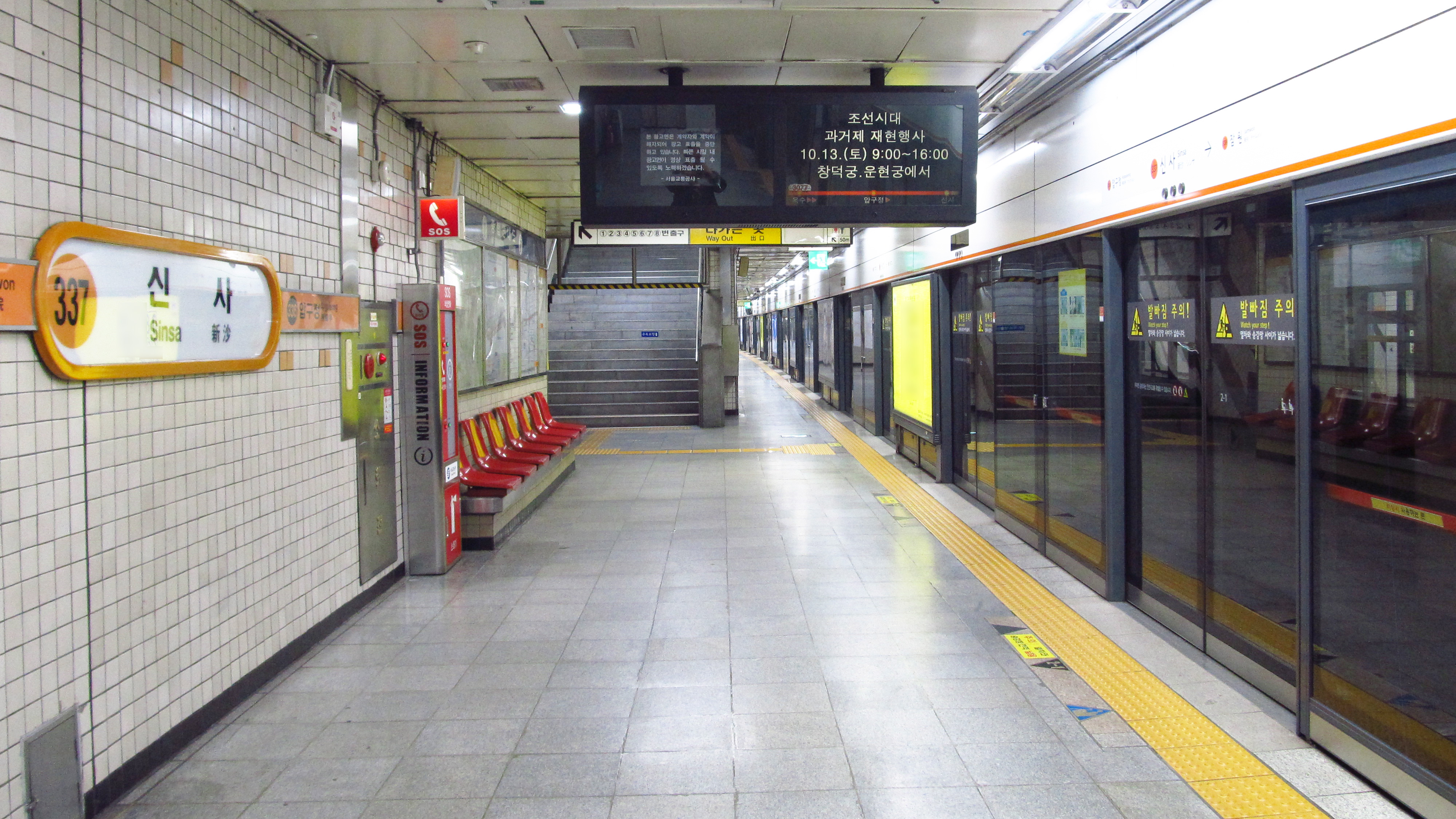
En 2018.

#### Station ligne Sin Bundang
Sinsa, est la station, terminus nord de la ligne Sin Bundang, avec deux quais latéraux équipés de portes palières.

Installations ligne Sin Bundang
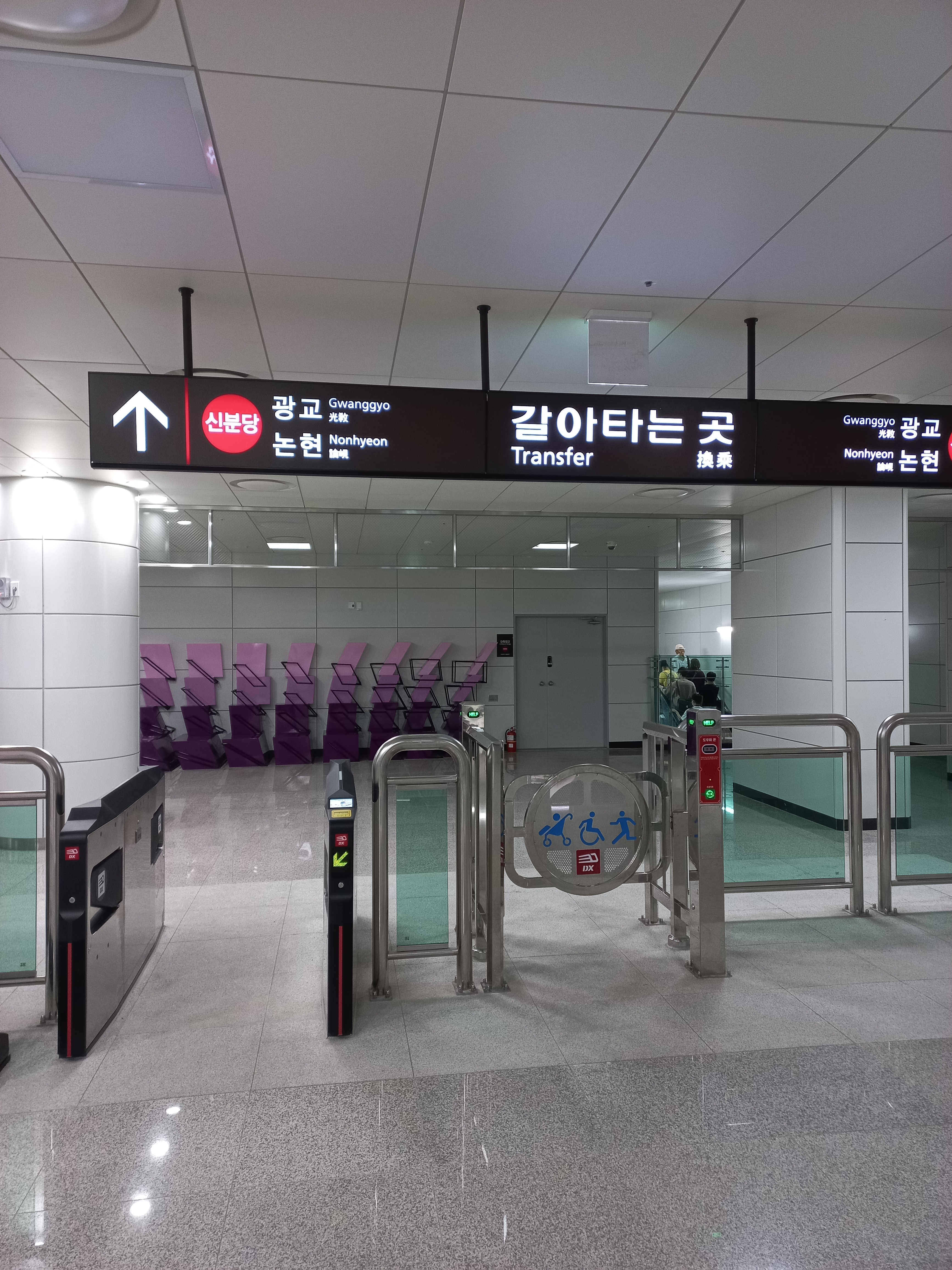
En 2022.
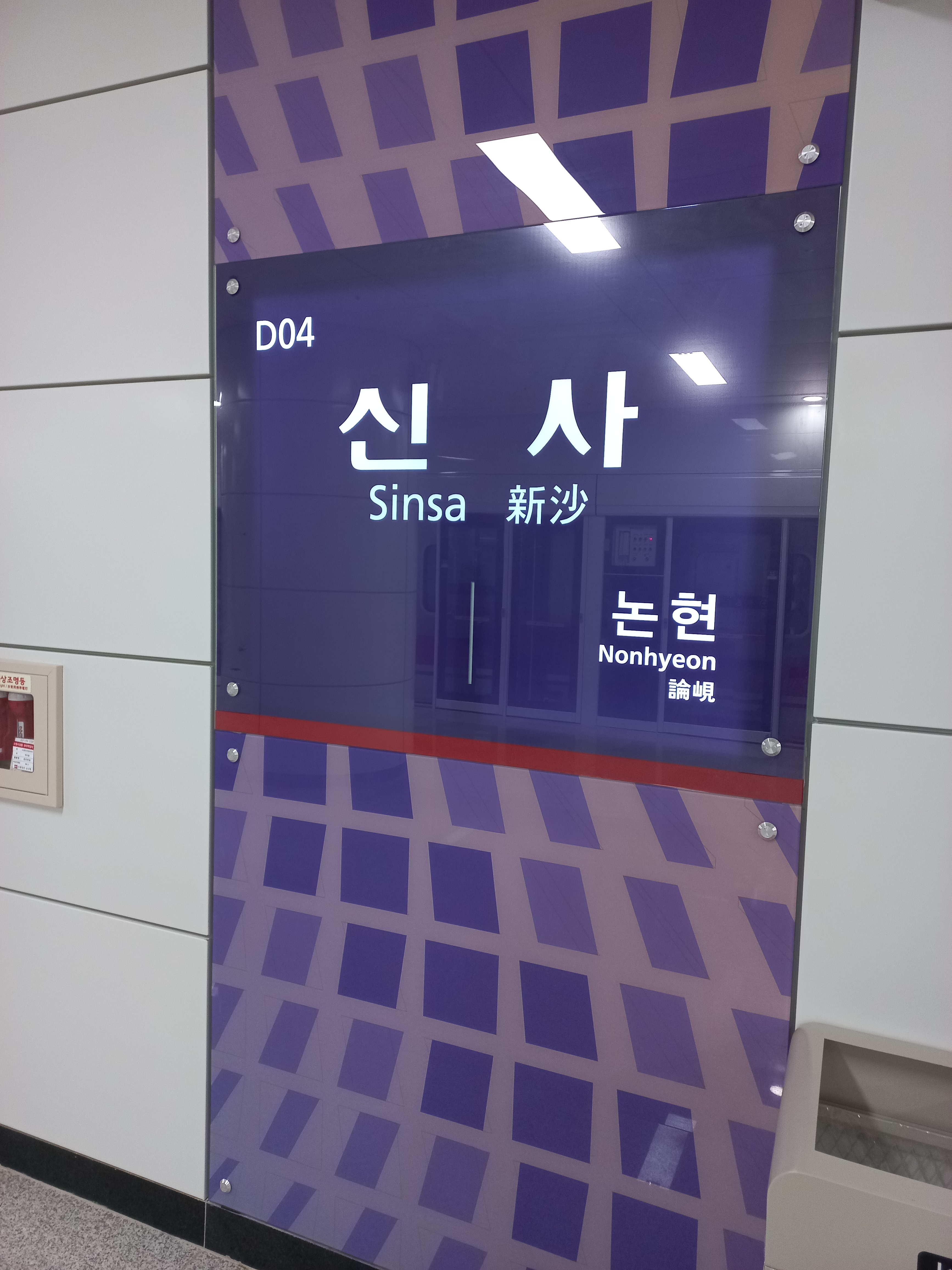
En 2022.
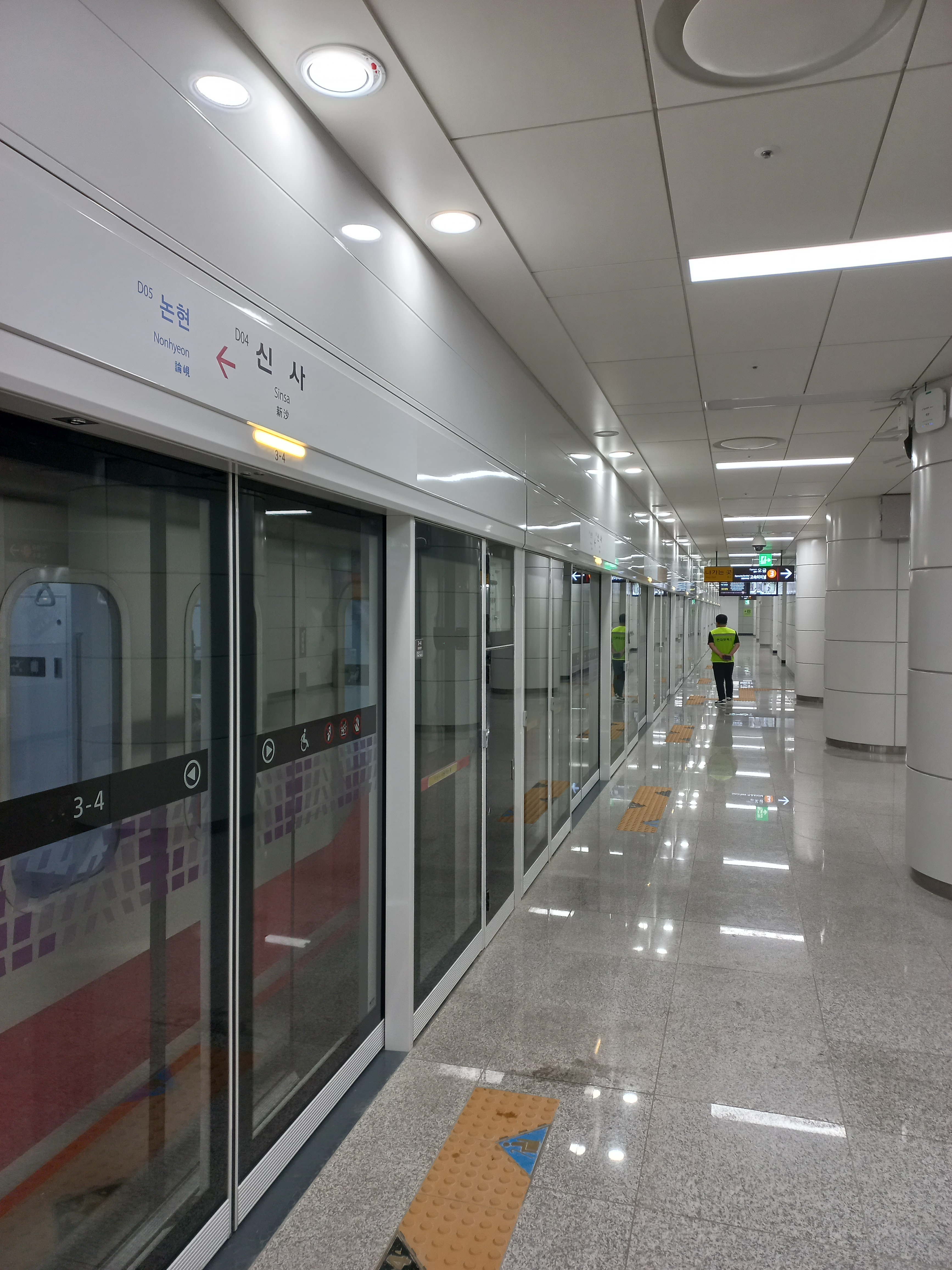
En 2022.

### Intermodalité
Des arrêts de bus sont situés à proximité des bouches du métro.